# Aeroportul Internațional Calicut
Aeroportul Internațional Calicut (IATA: CCJ, ICAO: VOCL) este un aeroport din Malappuram district⁠(d), Kerala, India ce deservește zona Calicut. Aeroportul a fost tranzitat în decembrie 2022 de 247.070 de pasageri.
Situat la o altitudine de 104 m, aeroportul dispune de 1 pistă. Este operat de Airports Authority of India⁠(d).

## Infrastructură

### Piste
Aeroportul dispune de o singură pistă. Pista 10/28 are suprafața de asfalt și dimensiunile 2.860 m × 45 m. 